# مهدی کمالیان
مهدی کمالیان (۱۲۹۷ - ۱۳۷۶) سازنده و نوازنده ساز سه‌تار بود. سه تار های کمالیان علاوه بر صدای خوش و ظاهری زیبا بم خوان نیز بودند و محمدرضا لطفی به سه تار ایشان علاقه ویژه‌ای داشت.

## زندگی‌نامه و فعالیت‌هنری
مهدی کمالیان زیر نظر اساتید بزرگی همچون حسین هنگ‌آفرین، ابوالحسن صبا و علینقی وزیری شروع به کار کرد. وی علاوه براینکه سازنده‌ی ساز برجسته‌ای بود در نوازندگی و آواز هم به فعالیت می‌پرداخت،ایشان به پژوهشگری در موسیقی ایرانی نیز می‌پرداختند،همچنین وی برخی ردیف‌های موسیقی اساتید ایرانی ازجمله:ردیف سه‌تار سعید هرمزی، یوسف فروتن را با تلاش و همت خود ثبت و ضبط کرد.
در سال‌های پایانی عمر ایشان به همت یکی از علاقمندان و پیگیران موسیقی (بهروز مبصری) مهدی کمالیان خاطرات و اندوخته چندین دهه معاشرت با بزرگان موسیقی را بازگویی و این گفته‌ها به صورت کاست ضبط شده است. این گفتگوها به صورت مکتوب مدون و ویراستاری شده و در سال ۱۳۸۱ توسط نشر نی منتشر شد. برای هر کدام از هنرمندانی که نامی ار آن‌ها در کتاب برده شده شرح حال مختصری توسط علیرضا میرعلی‌نقی (ویراستار کتاب) تحریر شده است.
او همچنین علاقه شدید و به ورزش اسکی داشت. به شکلی که به تمام برادرزاده های خود ، شخصا آموزش اسکی داده بود. 

## آثار و آلبوم‌های موسیقی
- ماهور،اصفهان،افشاری [۱]
- یادواره استاد مهدی کمالیان (آثاری از سعید هرمزی، رجبعلی امیری فلاح، محمدرضا لطفی)[۲]